# Punta Pariñas
Koordinaten: 4° 40′ 11″ S, 81° 19′ 45″ W

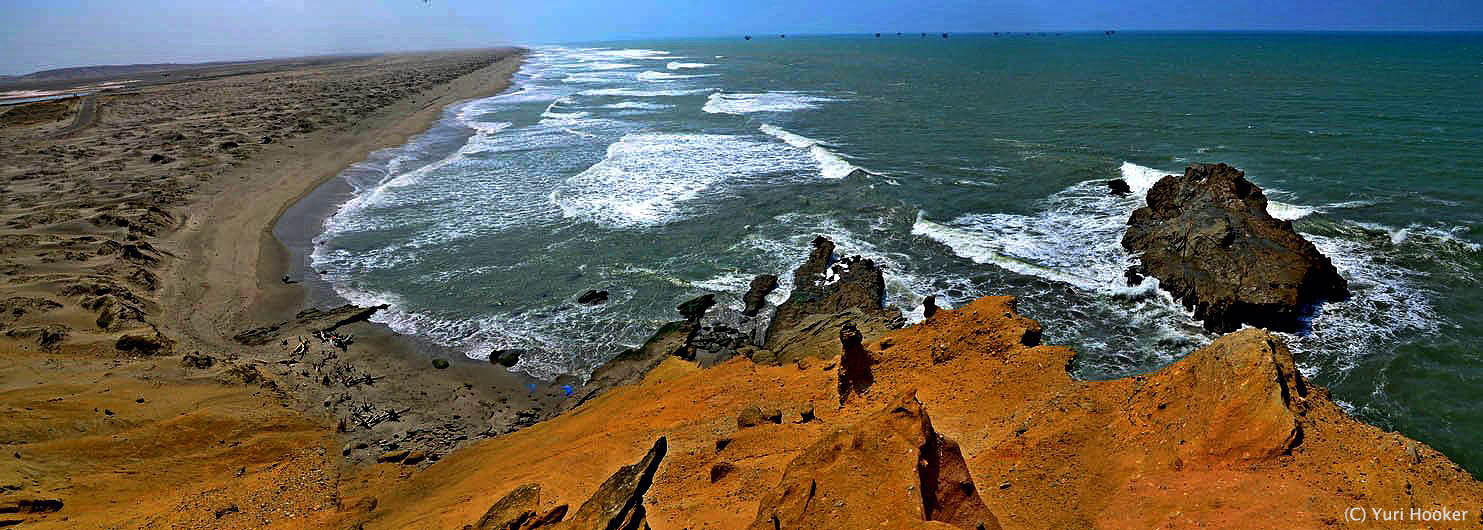
Der Strand am Kap, 2012

Punta Pariñas ist ein Kap am Pazifischen Ozean in Peru. Es bildet den westlichsten Punkt des südamerikanischen Festlandes und gehört zum Distrikt La Brea der Provinz Talara in der Region Piura. Von Europäern entdeckt wurde es 1527 von Francisco Pizarro und Bartolomé Ruiz.
Die nächstgelegene Siedlung ist Caleta San Pablo in der nordöstlich gelegenen Gemeinde Negritos (1993: 5200 Einwohner), 1,8 km östlich. Punta Pariñas befindet sich am Ende einer etwa 2,2 km langen und mindestens 1,6 km breiten Landzunge. 1,25 km südlich befindet sich das Kap Punta Balcones, das auf gleicher geografischer Länge liegt und daher auch als westlichster Festlandpunkt Südamerikas gezählt werden kann. Zwischen den Kaps bildet der beliebte Badestrand Playa Balcones eine Bucht, man kann von ihm zum Punta Pariñas klettern und Robben beobachten. Er wird auch als Surfstrand genutzt.
Das Kap ist felsig und von losen Sedimenten bedeckt. 900 Meter südöstlich liegt ein etwa 1,7 km langer und 200 m breiter See, der im Norden auf weniger als 80 m an den Ozean heranreicht. An dessen Ostufer befindet sich eine große Benzinspeicheranlage. Direkt am Kap, 180 m nordöstlich, befindet sich der 18 m hohe, nicht über die Straße erreichbare Leuchtturm Punta Pariñas, der 1974 eröffnet wurde und noch in Betrieb ist. Der kegelförmige weiße Turm mit rotem Streifen leuchtet alle zehn Sekunden für zwei Sekunden mit weißem Licht.